# Всевидюще око (фільм 2015)
«Всевидюще око» — британський трилер 2015 року з Гелен Міррен, Аароном Полом, Аланом Рікманом і Бархадом Абді у головних ролях. У фільмі режисера Гевіна Гуда за сценарієм Ґая Гібберта досліджено етичні виклики війни безпілотників. Знімати почали в Південній Африці у вересні 2014 року.
Прем'єра стрічки відбулася 11 вересня 2015 року на Міжнародному кінофестивалі в Торонто. 11 березня 2016 року компанія Bleecker Street випустила фільм в обмежений прокат у кінотеатрах Сполучених Штатів, а потім, 1 квітня, — у широкий прокат.
Це останній бойовик, у якому знявся Алан Рікман. Актор помер у січні 2016 року (у останньому прижиттєвому фільмі «Аліса в Задзеркаллі» — лише його озвучення). Цю стрічку присвячено його пам'яті.

## Сюжет
Дія фільму розпочинається в Найробі (Кенія), де дівчинка на ім'я Алія Мо'Алім обертає обруч на подвір'ї свого будинку.
Прокинувшись, полковниця британської армії Кетрін Павелл дізнається, що група Аль-Шабаб вбила таємного британського/кенійського агента. Зі штаб-квартири в Нортвуді вона бере на себе командування бойовим завданням, мета якого захопити трьох із десяти лідерів Аль-Шабаб найвищого рангу, що зібралися в безпечному місці в Найробі.
Над цим завданням працює багатонаціональна команда, що спілкується за допомогою систем відео- та голосового зв'язку. З бази ВПС Кріч у Неваді старший лейтенант Стів Воттс керує безпілотником MQ-9 Reaper ВПС США, що забезпечує повітряну розвідку. Кенійські польові агенти під прикриттям, у тому числі Джама Фарах, застосовують камери орнітоптерів малого радіусу дії та інсектотоптерів для зв'язку наземної розвідки. Кенійський спецназ розмістився неподалік, щоб провести арешт. Розпізнавання облич для ідентифікації людських цілей здійснюється в Об'єднаному розвідувальному центрі Pacific у Перл-Гарборі на Гаваях. У Сполученому Королівстві за виконанням завдання спостерігає нарада COBRA, до якої входять британський генерал-лейтенант Френк Бенсон, два повноправних міністри та заступниця міністра.
Фарах виявляє, що ці троє лідерів високого рангу, яких вони зібралися захопити, просто зараз озброюють двох терористів-смертників щоби, ймовірно, здійснити напад на цивільний об'єкт. Павелл вирішує, що запланований терористичний акт змінює мету бойового завдання із «захопити» на «ліквідувати». Вона просить Воттса підготувати точну атаку ракетою Hellfire по будівлі та консультується із юридичним радником Британської армії щодо правомірності таких дій. На її превеликий жаль, адвокат радить їй дістати схвалення начальства. Бенсон запитує дозволу в членів COBRA, але вони не можуть ухвалити рішення і передають це питання міністрові закордонних справ Великобританії, який зараз перебуває з торговою місією в Сінгапурі. Він не дає однозначної відповіді і покладає рішення на держсекретаря США, який негайно оголошує американського терориста-смертника ворогом держави. Тоді міністр закордонних справ наполягає на тому, щоб COBRA виявила належну обачність, аби мінімізувати супутні втрати.
Алія, яка мешкає неподалік, в цей час поруч із будинком-ціллю продає хліб, що спекла її мама. Старші офіцери наголошують на небезпеці, яка виникне, якщо дозволити потенційним смертникам полишити будинок. Юристи та політики, залучені до командного ланцюга, сперечаються про особисті, політичні та юридичні переваги та виправдання запуску ракети Hellfire у дружній країні, яка не перебуває у стані війни зі США чи Великою Британією, через значний ризик супутніх втрат. Воттс вбачає ще більшу небезпеку в тому, що маленька Алія продає хліб біля будинку-цілі, і вони хочуть дочекатися поки дівчинка піде, і тільки тоді запустити ракету.
Фарах дістає наказ спробувати купити весь хліб Алії, щоб вона пішла, але після того, як він заплатив їй, його прикриття розкрито, і він змушений тікати. Намагаючись дістати дозвіл на виконання удару, Павелл наказує офіцеру з оцінки ризиків знайти параметри, які дозволять йому вказати менший ризик загибелі цивільного населення, не більше ніж 45 %. Він повторно оцінює точку удару та отримує ймовірність смерті Алії 45–65 %. Полковниця змушує офіцера підтвердити лише нижній поріг ймовірності, а потім повідомляє ці дані командуванню. Удар санкціоновано, і Воттс запускає ракету. Вибух руйнує будівлю, Алія зазнає поранення. Один зі змовників виживає й Воттс дістає наказ випустити другу ракету, яка вражає ціль саме тоді, коли батьки Алії знаходять її. Вони швидко відвозять Алію до лікарні, де дівчинка помирає.
У лондонському ситуаційному центрі заступниця міністра, сидячи в кріслі й перебуваючи у безпеці, докоряє Бенсонові за вбивство. Бенсон парирує, що він п'ять разів відвідував місця, де щойно відбулися теракти смертників, і додає, залишаючи кімнату, чим провокує плач заступниці: «Ніколи не кажіть солдату, що він не знає ціну війни».

## Акторський склад
| Велика Британія - Гелен Міррен в ролі полковниці Кетрін Павелл, офіцерки військової розвідки Великої Британії - Алан Рікман в ролі лейтенанта-генерала Френка Бенсона, Королівська морська піхота Великої Британії. Заступник начальника штабу оборони - Джон Геффернан у ролі майора Говарда Вебба, Відділ армійської юридичної служби - Бабу Сісей у ролі сержанта Муштака Саддіка, Королівський полк артилерії. Офіцер оцінки ризиків - Карл Б'юкс у ролі сержанта Майка Ґлісона - Джеремі Нортем у ролі депутата парламенту Браяна Вудейла, державного міністра іноземних справ - Ієн Глен в ролі депутата парламенту Джеймса Віллетта, міністра закордонних справ - Моніка Долан в ролі депутатки парламенту Анджели Нортман, парламентської заступниці державного секретаря з питань Африки - Річард Маккейб у ролі Генерального атторнея Англії та Уельсу Джорджа Матерсона | США - Аарон Пол у ролі 2-го лейтенанта Стіва Воттса, пілота MQ-9 ВПС США - Фібі Фокс у ролі рядової першого класу авіації ВПС США Каррі Ґершона - Лемоґанґ Тсіпа в ролі старшого рядового авіації ВПС США Метта Левері - Кім Енґелбрехт у ролі рядової першого класу авіації ВПС США Лусі Ґалвез - Гевін Гуд у ролі підполковника ВПС США Еда Волша - Майкл О'Кіф у ролі державного секретаря США Кена Станіцке - Лайла Робінс у ролі Джилліан Ґолдман, старша юридична радниця Ради національної безпеки США | Кенія - Вусі Кунене в ролі майора Мосеса Овіті, керівника спеціальних сил Армії Кенії - Бархад Абді в ролі Джама Фарах, агента Національної служби розвідки Кенії під прикриттям - Лекс Кінґ у ролі Сьюзен Данфорд - Воррен Масемола в ролі Атієно, агента Національної служби розвідки Кенії - Еббі Веїме в ролі Дамісі, агента Національної служби розвідки Кенії зі стеження - Армаан Хаґґіо в ролі Муси Мо'Алліма - Айша Таков у ролі Алії Мо'Аллім - Вусі Кунене, південноафриканець - Воррен Масімула, південноафриканець |

## Знімальна група
- Ґевін Гуд – режисер
- Ґед Дуерті[en] – продюсер
- Колін Ферт – продюсер
- Девід Ланкастер[en] – продюсер
- Ґай Гібберт[en] – сценарист
- Меґан Ґілл – монтажерка
- Джоні Бредт – художник-постановник
- Ніко Лув – звукорежисер
- Пол Гепкер[en] – композитор
- Марк Кіліан – композитор

## Виробництво
—Гевін Гуд висловлюється щодо теми фільму.
Режисер Гевін Гуд зняв стрічку за сценарієм Ґая Гібберта. Сценарій був проєктом, який спочатку розробляла компанія BBC Films, а у вересні 2011 року FilmNation Entertainment придбала у неї сценарій Гібберта, а режисером мав стати Олівер Гіршбіґель. Виробництво не відбулося, як очікувалося, і Гуд надіслав сценарій Ксав'єру Маршану, президентові Entertainment One. Маршан взяв його у виробництво, а режисером призначив Гуда. У квітні 2014 року Entertainment One у співпраці з Raindog Films почала виробництво стрічки «Всевидюще око», а одним із продюсерів став Колін Ферт. Наступного місяця Гелен Міррен і Аарон Пол приєдналися до акторського складу.
Гуд, який народився в Південній Африці, вирішив зняти «Всевидюще око» на батьківщині. Стрічку почали знімати в Південній Африці у вересні 2014 року. Позаяк Управління цивільної авіації Південної Африки не дозволило режисерам під час фільмування керувати справжніми безпілотниками в повітряному просторі країни, то для їх зображення вони використовували візуальні ефекти. Гуд знайшов місця виїзного знімання по всій Південній Африці, які нагадували місце дії у фільмі: район, який виглядав як Суррей для персонажа Міррена, клуби, які мали вигляд закладів Лас-Вегаса, і Бофорт-Вест, який передавав атмосферу штату Невада в США. Розбомблену міську площу створили за допомогою декорацій на Кейптаунській кіностудії. Знімання завершили 4 листопада 2014 року. Четверо провідних акторів — Міррен, Рікман, Пол і Абді — не зустрічалися один з одним під час знімання, натомість Гуд знімав кожного окремо через те, що їхні герої за сюжетом перебувають у різних місцях. Наприклад, за словами Аарона Пола, попри те, що він та Алан Рікман обидва знялися у фільмі «Всевидюще око» та мультфільмі «Допоможіть! Я Риба»,  вони ніколи не зустрічалися особисто.
Композиторами фільму стали Марк Кіліан і Пол Гепкер, які вже раніше написали музику до фільмів Гуда Цоці (2005) і Версія (2007). Те саме стосується і монтажерки Меґан Ґілл.

## Вихід
Міжнародна прем'єра стрічки «Всевидюще око» відбулася 11 вересня 2015 року на Міжнародному кінофестивалі в Торонто. Американська прем'єра фільму відбулася 7 січня 2016 року на Міжнародному кінофестивалі в Палм-Спрінгсі.
Компанія Bleecker Street, дистрибутор стрічки у США, 11 березня 2016 року випустила її в Нью-Йорку та Лос-Анджелесі та впродовж двох наступних вікендів поступово виходила на додаткові ринки. 1 квітня 2016 року фільм вийшов у широкий прокат. За повідомленням Deadline, ця прем'єра мала відбутися після сезону вручення нагород 2015—2016 років.
8 квітня 2016 року Entertainment One випустила стрічку у Великій Британії, а у травні 2016 року — на Мальті. Компанія була також дистриб'ютором фільму у Канаді, Бельгії, Нідерландах, Люксембурзі, Іспанії, Австралії та Новій Зеландії.

## Прийняття

### Касові збори
Стрічка «Всевидюще око» зібрала 6,6 млн доларів у Великій Британії 18,7 млн доларів — у США та Канаді та 32,8 млн доларів — у всьому світі.
За свій прем'єрний вікенд у США, 11–13 березня 2016 року, фільм зібрав 113 803 долари на п'яти екранах, у середньому 22 761 долар з екрану. У широкому прокаті стрічка зібрала 4 мільйони доларів, посівши дев'яте місце в прокаті.

### Критика
Фільм «Всевидюще око» дістав схвальні відгуки. На Rotten Tomatoes стрічка отримала рейтинг 95 % на основі оцінки 175 критиків із середнім балом 7,5/10. На сайті дійшли такого консенсусу: «Стрічка „Всевидюще око“ напружена і актуальна. Це політичний трилер на тему сучасної війни з незвичайно інтелектуальним сюжетом і чудовою акторською грою». На Metacritic фільм отримав середню оцінку 73 зі 100 на основі відгуків 38 критиків, що вказує на «загалом схвальні відгуки».
Критики добре сприйняли акторську гру Рікмана, а Річард Роупер із Chicago Sun-Times написав: «Містера Рікмана ніколи не номінували на премію „Оскар“, і ймовірно, що його шанси отримати посмертну нагороду за другорядну чоловічу роль у цій стрічці низькі, але його робота у ній є нагадуванням про те, який особливий талант він мав».
Пітер Асаро з Science & Film проаналізував точність, з якою передові військові технології зображено у фільмі, зробивши висновок: «майте на увазі, що, хоча деякі із зображених передових технологій ще не випробовувалися в польових умовах, багато з них через кілька років вже стануть реальністю».